# همر إتش 3

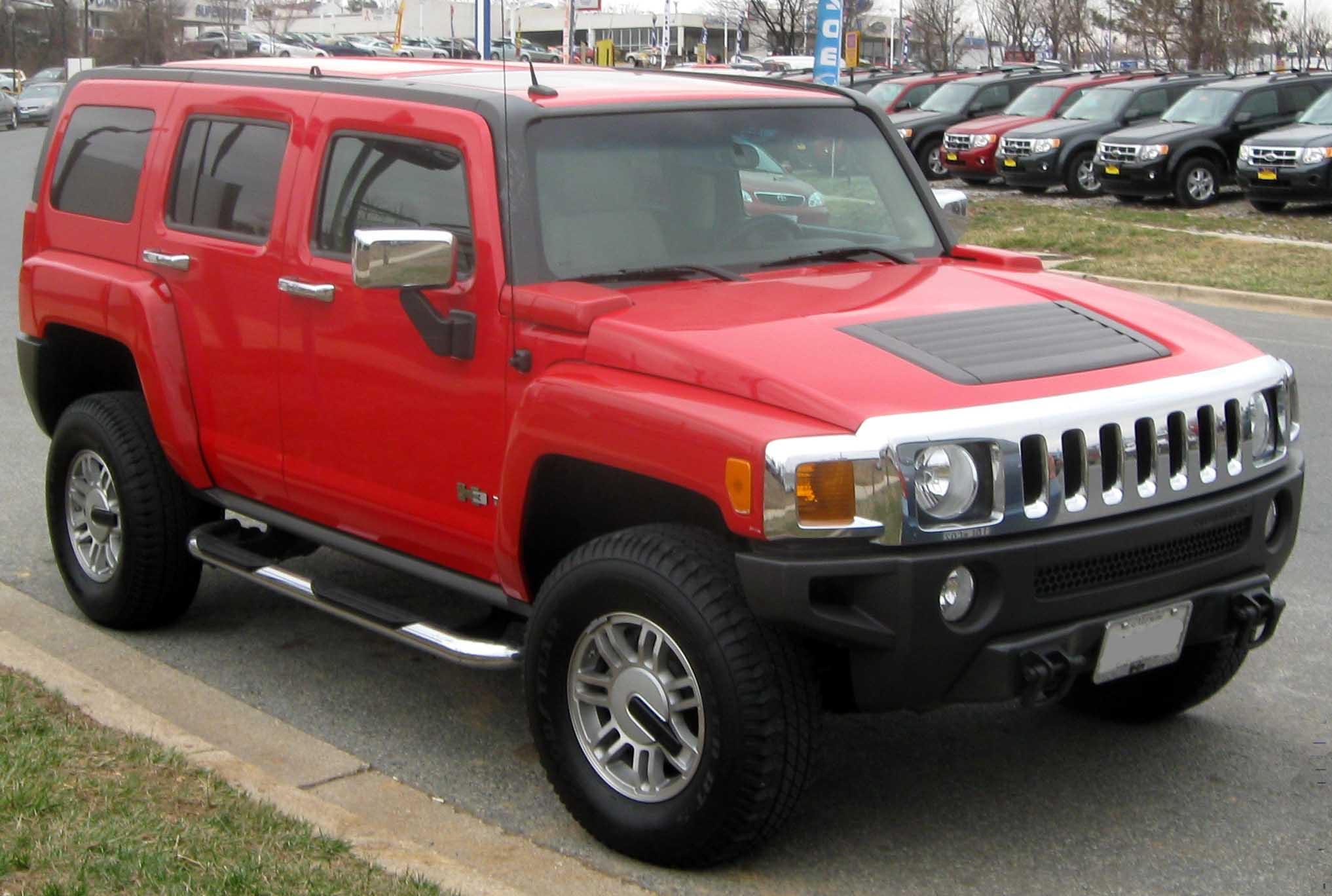

همر إتش 3 هي سيارة جيب رياضية، تعد الأصغر في عائلة همر، بدأ صنعها منذ 2005 إلى ان توقفت عن الإنتاج عام 2010.
ذات الحجم المتوسط والتي تتسع لخمس ركاب بأداء رياضي، تحمل الطابع العسكري والقدرات
الفائقة على الطرقات الوعرة.
تختلف H3 عن بقية طرازات هامر بأغطية العجلات العريضة المكسوة بإطرات بقطر 32 إنش، ويمكن استبدالها بإطارات
بقطر 33 إنشاً من بريدجستون مخصصة للطرق الوعرة...
أما على صعيد الواجهة الأمامية فقد تم تجهيز فتحة تهوئة المحرك بسبع فتحات وثبتت الأضواء الدائرية الأمامية على
الجوانب، بالإضافة إلى أضواء الضباب الدائرية الكبيرة والموضوعة أسفل الأضواء العادية، كما يساهم الصادم الأمامي
الأسود العريض بزيادة الطابع الهجومي للسيارة..
كما تم تركيب درع معدني أسفل السيارة لحماية خزان الوقود وباقي التجهيزات من التآكل عند الاصطدام أثناء السير
على الطرق الوعرة.
قوتها
مزودة بمحرك 5 اسطوانات بسعة 3.5 لتر لتنتح 220 قوة حصانية، ولكن في عام 2007 تم استبدال المحرك بمحرك أقوى بـ 5 اسطوانات بسعة 3.7 لتر يولد 242 قوة حصانية، وأيضا عام 2009 تم استبدال المحرك بمحرك مشابه له ولكن بقوة 239 حصان.ومزودة أيضا بي محرك 8 اسطوانات بسعة 5.7 لتر لينتج 320 حصانا
القدرات
 

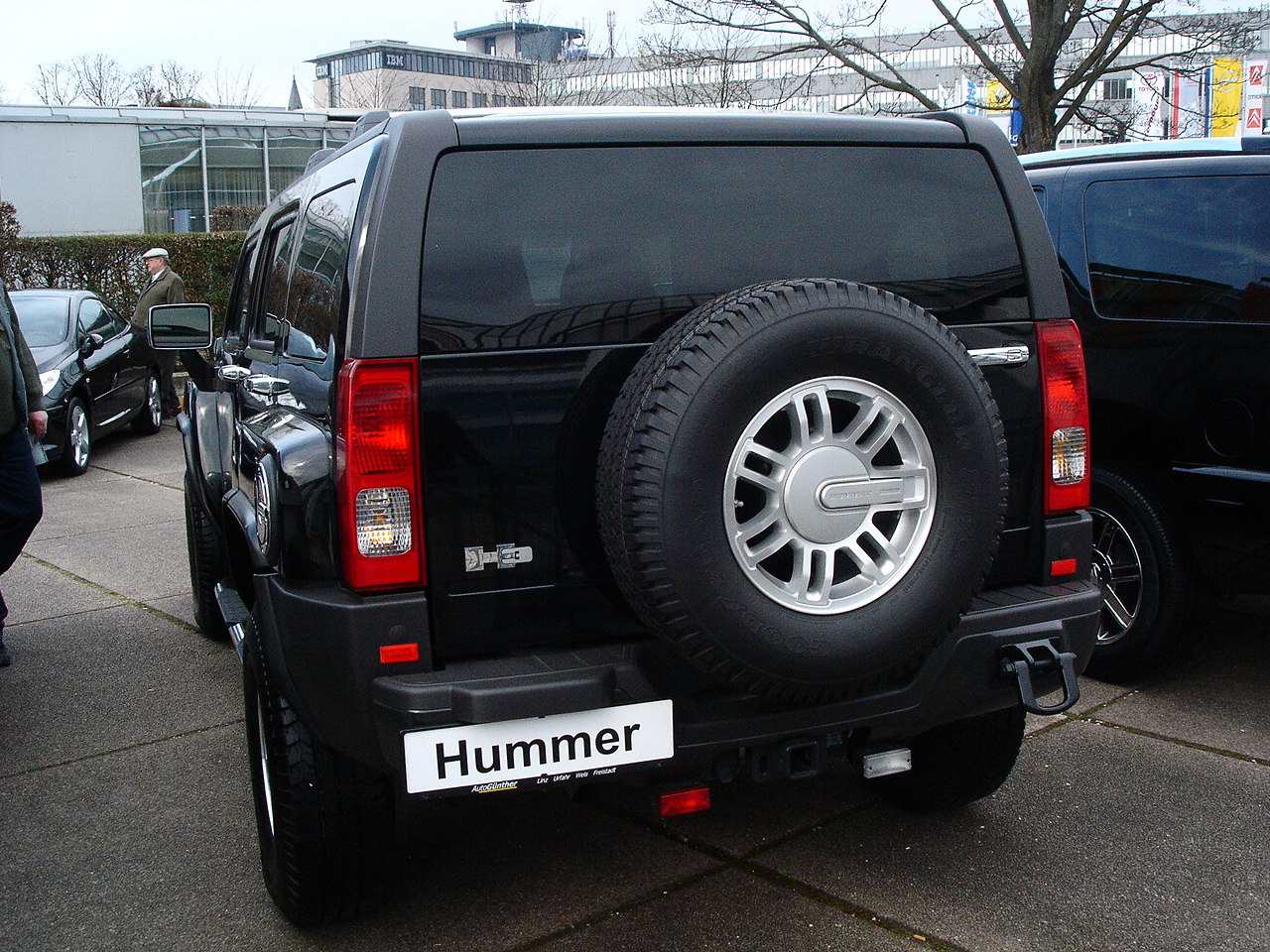

بالرغم من الراحة والهدوء داخل السيارة فهي تملك أداءً عالياً للغاية على الطرق الوعرة، وقدراتها التحميلية عالية
وتسير بثبات عال، السيارة محمولة على عجلات بقياس 16 إنشاً مكسوة بإطارات من غوديير بقياس: 265/75R16
تتميز الهمر H3 بالدفع الرباعي الدائم المريح في الطرق الوعرة وفي الشارع، نظام مانع الانزلاق (التراكشن) متوفر في جميع فئات الهمر، بينما القفل الامامي والخلفي (الدف لوك) يأتي اختياري.
يتميز H3 بزاوية امامية مع مستوى الأرض قدرها 37.5 درجة وزاوية خلفية مع مستوى الأرض قدرها 35.5 درجة وزاوية داخلية مع مستوى الأرض قدرها 23.5 درجه وكل هذا يسمح لـ H3 بعبور الحفر العميقة وتجاوز الكتل الترابية الكبيرة بدون إحداث أي ضرر للجهتين الامامية أو الخلفية.
يمكن لـ H3 أن يسلك انحداراً بنسبة 60% ويجتاز انحداراً جانبياً بنسبة 40% وأيضاً يمكن أن يتسلق حافة عمودية يصل ارتفاعها لغاية 41 سم.
الهمر H3 له القدرة على اجتياح المياه بمقدار 60 سم بسلاسة تامه وبأمان، وتخطي 21.6 سم من الارتفاع عن مستوى الأرض تسمح بتجاوز العوائق برشاقة على الطرقات المعبدة والوعرة. تستطيع قطر 1800 كلغ مع ناقل الحركة اليدوي، 2400 كلغ مع ناقل حركة أوتوماتيكي.
الأمان
على صعيد وسائل الأمان القياسية يتأتى نظام منع انغلاق المكابح (ABS)، نظام التحكم بالدفع، أكياس هواء جانبية وأمامية للركاب الصف الأول (السائق والمرافق)، بالإضافة إلى نظام التحكم بضغط الهواء في الإطارات لمديلات 2007 وما قبلها.وتتميز اتش 3 بتحملها للصدمات لانها مزودة بدروع حول الهيكل.

## انظر ايضًا
- همر
- همر إتش 1
- همر إتش 2
- همر إتش إكس
- هامفي
- ايه ام جنرال
- النمر